# Kolej Południowo-Zachodnia

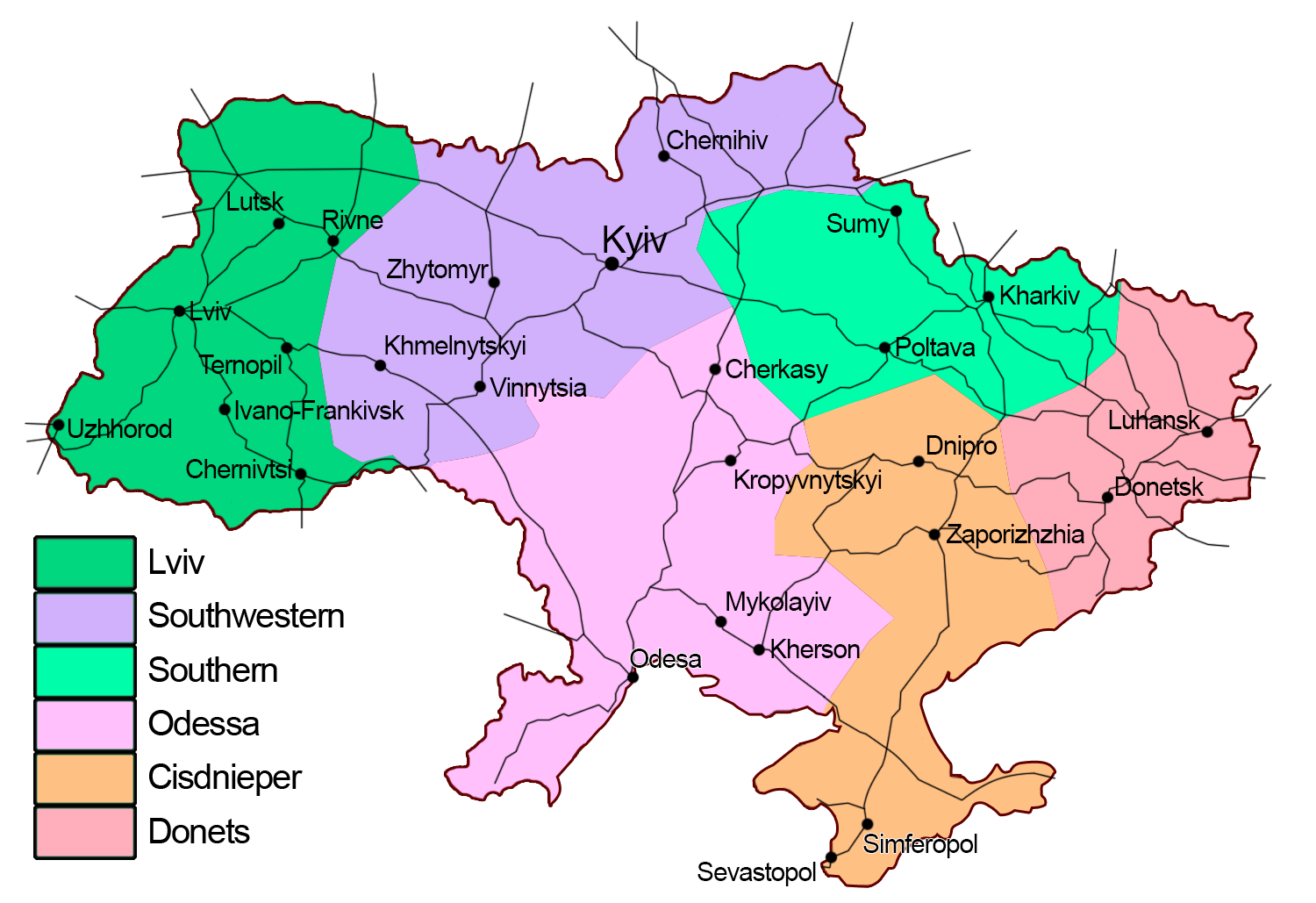
Mapa regionalnego podziału kolei ukraińskich

Kolej Południowo-Zachodnia (ukr. Південно-Західна залізниця, Piwdenno-Zachidna zaliznycia) – przedsiębiorstwo regionalne kolei ukraińskich, obsługujące kolej w pięciu obwodach Ukrainy: kijowski, winnicki, żytomierski, czernihowski, chmielnicki oraz w niektórych rejonach sąsiednich obwodów.
Siedziba dyrekcji mieści się w Kijowie. Organizacyjnie składa się z 5 terytorialnych dyrekcji przewozów kolejowych – kijowskiej, konotopskiej, korosteńskiej, koziatyńskiej i żmeryńskiej.